# Església de Santa Marina de Jerusalem de Torre Baixa
L'Església de Santa Marina de Jerusalem del municipi valencià de Torre Baixa (Racó d'Ademús) és un temple catòlic de construcció recent.
Situat a la confluència del carrer del Rosari i la plaça de l'Església (o del Racó) i la plaça del rei En Jaume el Conqueridor, coneguda popularment com la Replaceta.
La primera pedra de l'edifici es va posar en 1954. La seva fàbrica és de maó sense revestir i pedra, amb una esvelta torre-campanar del mateix material i basament de pedra calcària tallada. La seva teulada de teula àrab és a dues aigües, que recau sobre els petits sostres separats per contraforts de les capelles laterals. L'interior és ampli i lluminós, amb tres naus: una central i dos laterals, que donen cabuda a diverses capelles adjacents. Posseïx un atri interior, cobert pel cor: a aquest s'accedeix per les escales interiors de la torre-campanar.

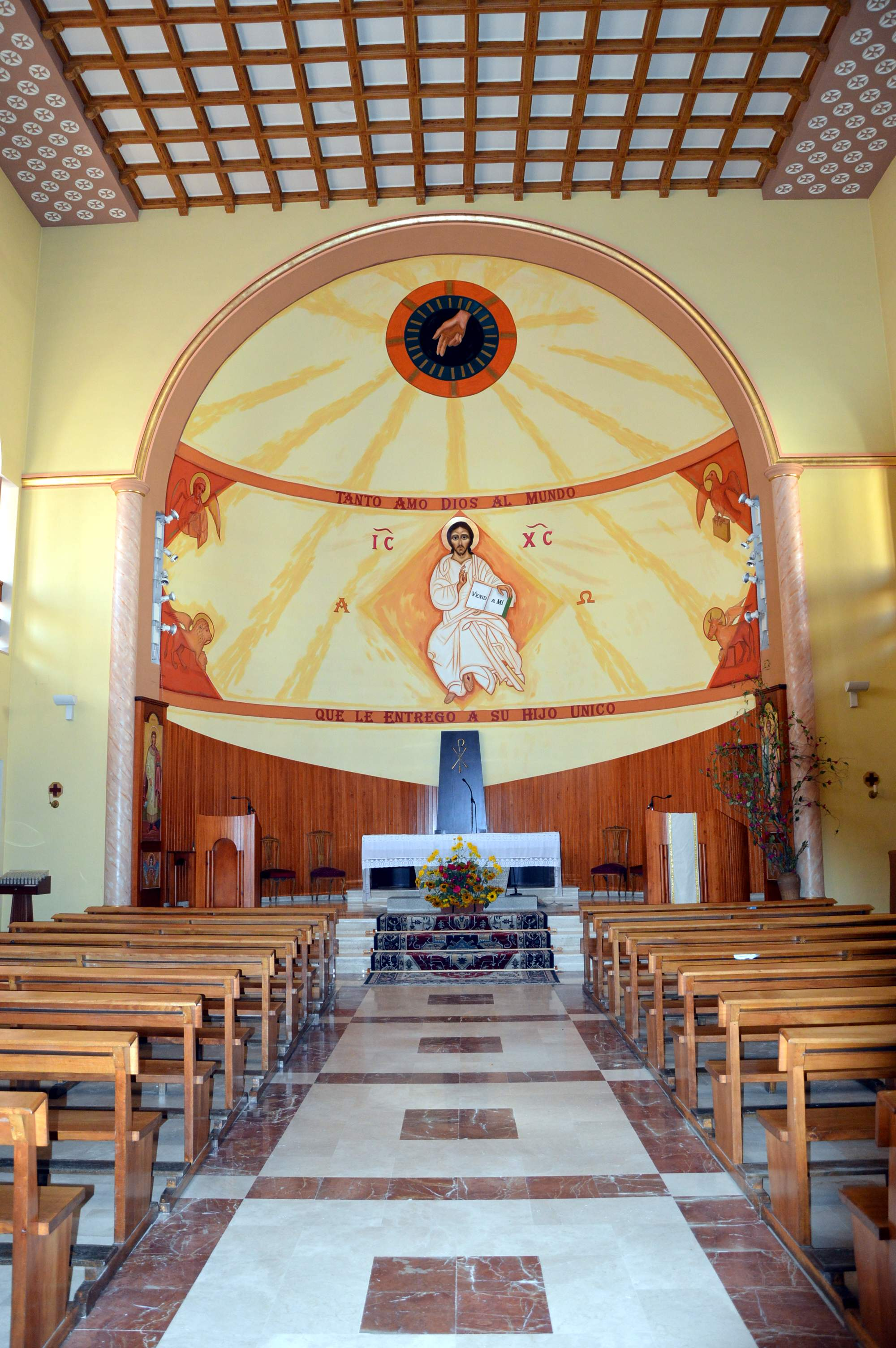
Presbiteri

Destaca de l'interior el seu artesanat d'escaiola figurant fusta i les línies rectes de la seva arquitectura, amb fins i tot finestrals en els laterals i un presbiteri nu, als costats del qual es troben la sagristia i una capella dedicada al Sagrari.
Aquest nou temple va substituir altre anterior, començat a construir a la dècada de 1660 pel senyor de la Torrebaixa, en Jaume Ruiz de Castellblanch. Aquell temple barroc s'alçava sobre el mateix solar de l'actual. La seva grandària era menor i tenia altra orientació: d'est a oest. Va caldre demolir-lo a conseqüència dels danys que sofrís la seva estructura a causa dels bombardejos que va patir la població de Torre Baixa durant la Guerra Civil (1936-39); i també, a causa dels refugis antiaeris que es van construir en el seu subsòl, que van propiciar les esllavissades de terra que van esquerdar els murs, voltes i fonaments.